# ヴァルター・クルピンスキー
ヴァルター・クルピンスキー（Walter Krupinski, 1920年11月11日 – 2000年10月7日）は、第二次世界大戦中のドイツ空軍のエース・パイロット。1100回余り出撃し197機を撃墜した。大戦末期にはアドルフ・ガーランド率いるジェット戦闘機隊の第44戦闘団に所属した。戦後は西ドイツ空軍に勤務し中将で退役した。

## 生涯

### 生い立ち
プロイセン州東プロイセン・ドムナウ（現：ロシア・カリーニングラード州ドムノヴォ）で公務員の家庭に生まれ、ブラウンスベルク（現：ポーランド・ヴァルミア＝マズールィ県ブラニェヴォ）で育った。小学校卒業後、中等教育（ギムナジウム）を受け1938年にアビトゥーアを取得後、軍人になることを決心する。当初はパイロットに関心はなく海軍士官を志していた。

### 第二次世界大戦
1939年に士官候補生としてドイツ空軍に入隊。1939年11月から1940年10月まで戦闘機学校で戦闘機パイロットの訓練を受ける。1940年11月に第52戦闘航空団第6中隊に配属された。ここで彼はイギリス方面の作戦に何度か参加したが戦果を挙げることはできなかった。
クルピンスキーはバルバロッサ作戦初期に最初の戦果をあげ、1941年12月までには7機を撃墜した。1942年8月には撃墜スコアは50機になりドイツ十字章を受章し、その後6機撃墜し騎士鉄十字章を受章した。1943年3月に中隊長に昇進し第7中隊の指揮を命じられた。後に第二次世界大戦最高の撃墜王となるエーリヒ・ハルトマンはこの時クルピンスキーの僚機だった。ハルトマンはここでクルピンスキーの近接射撃を習得した。1944年4月にクルピンスキーは174機を撃墜し、彼の騎士鉄十字章は柏葉を付けた。
177機撃墜後、クルピンスキーは東部戦線から内地を拠点とする第5戦闘航空団第1中隊に転属になる。1944年5月に大尉に昇進し、第11戦闘航空団第2大隊の指揮官となる。1944年6月、連合軍のフランス侵攻に合わせクルピンスキーの部隊はノルマンディーへ急行し低高度地上支援任務に就く。クルピンスキーによると、彼が8月12日に負傷するまで10機の連合軍機を撃墜した。同年9月、第26戦闘航空団の第3大隊の指揮官に転属し、1945年4月、ジェット戦闘機Me262とエースパイロット達で編成された第44戦闘航空団に転属。
1945年4月24日午後3時00分、クルピンスキーら4人のパイロットはアメリカ陸軍航空軍のB-26編隊を迎撃するためにミュンヘン・リーム空港から最後の出撃をした。4機の編隊長、ギュンター・リュッツオウ大佐は行方不明となり現在も消息は分かっていない。もう一人のパイロットはクラウス・ノイマンであった。1945年5月5日、クルピンスキーはアメリカ軍の捕虜となり彼の戦争は終わった。クルピンスキーは大戦間に197機を撃墜（東部戦線：177機、西部戦線：20機、出撃数約1100回）し、4回緊急脱出し、5回負傷をした。

### 第二次大戦後
1952年9月に捕虜収容所から解放されたクルピンスキーは、同年11月に連邦国防省の前身のブランク局(de:Amt Blank)にアドバイザとして入庁。1957年にドイツ連邦軍が発足すると少佐の階級を与えられ、戦後ドイツの戦闘機運用を学ぶためにイギリスで研修を受ける。同年9月第33戦闘爆撃航空団司令。1966年6月、准将昇進。1969年7月、少将に昇進し空軍第3師団の指揮官になる。1971年、NATO軍ATAF参謀長。1974年10月から空軍指揮司令部司令官に就任する。1976年11月8日、ルーデルスキャンダルにより早期退役に追い込まれた。最終階級中将。退役後はノインキュルケ-シールシードで隠棲し、2000年に同地にて死去。

## 家族
父は第一次世界大戦に従軍し復員後は公務員になった。第二次世界大戦勃発後に召集されポーランド戦終了時に中尉の階級で除隊後、再び公務員になる。大戦末期には国民突撃隊に参加した。弟はポールとギュンターの二人がおり、2歳年下のポールはドイツ海軍に入隊し潜水艦隊に勤務したが、1944年11月11日にノルウェー沿岸で乗艦がイギリスの潜水艦(HMS Venturer)に撃沈され戦死した。12歳年下のギュンターは1945年に母と共にオストプロイセンから脱出し1970年に癌で死亡した。妻との間には一女おり、空軍将校と結婚した。クルピンスキーは孫が二人いる。

## 受章歴
- 戦傷章
- 空軍名誉杯（1942年5月）
- 金色ドイツ十字章（1942年8月27日）
- 鉄十字章（2級・1級）
- 柏葉付き騎士鉄十字章（1944年3月2日）騎士鉄十字勲章（1942年10月29日）
- ドイツ連邦共和国功労勲章